# Santísima Trinidad (Botticelli)
La Santísima Trinidad es una obra del pintor renacentista italiano Sandro Botticelli. Está ejecutada al temple sobre madera. Mide 87 centímetros de alto y 60 cm de ancho. Pertenece al periodo 1465-1467 (otras fuentes dicen 1491-1493). Actualmente, se encuentra en las Courtauld Institute of Art de Londres. También se la conoce como Pala delle Convertite.
El cuadro muestra a la Santísima Trinidad con María Magdalena, San Juan Bautista , Tobías y el Ángel.
La Santísima Trinidad aparece como una visión entre los santos penitentes, Magdalena y Juan, en un paisaje desierto y desolado. El Bautista invita al espectador a rezar a la Trinidad, y María Magdalena vuelve la cara, plena de emoción. La Magdalena penitente, una obra tardía de Donatello, influyó decisivamente en esta Magdalena de Botticelli.
La pecadora penitente era la santa patrona del monasterio de monjas de las Magdalenas, y esta pala o retablo se encargó para su iglesia. Las figuras de Tobías y el ángel son muy pequeñas en comparación con el resto. Podían ser una referencia a los donantes del retablo, el gremio de médicos y farmacéuticos: el arcángel Rafael era su santo patrón.
- Datos: Q2416277
- Multimedia: Pala delle Convertite / Q2416277